# Misato (Kodama)
Misato (Japans: 美里町, Misato-machi) is een gemeente in het District Kodama van de Japanse prefectuur Saitama.
Op 1 maart 2008 had de gemeente 11908 inwoners. De bevolkingsdichtheid bedroeg 356 inw/km². De oppervlakte van de gemeente is 33,48 km².